# Temporada 2003-2004 del FC Barcelona
Les dades més destacades de la temporada 2003-2004 del Futbol Club Barcelona són les següents:

## 2004

### Febrer
- 8 febrer - Jornada 23a. de Lliga. Un gran gol de Ronaldinho dona la victoria al Barça (1-2) al Sadar enfront Osasuna. Saviola fa el primer gol i Luis Enrique és expulsat a l'últim minut del partit. Els blaugrana assoleixen la quarta posició de la taula
- 1 febrer - Jornada 22a. de Lliga. El FCB es refà de la crisi amb una contundent victòria enfront l'Albacete (5-0) al Camp Nou. Xavi, Saviola, Quaresma, Davids i Luis Enrique són els golejadors. Els blaugrana pugen a la cinquena posició de la taula a 15 punts del líder Real Madrid

## Plantilla
| - Carles Puyol - Xavi Hernández - Gerard López - Víctor Valdés - Gabri - Oleguer Presas - Luis García - Òscar López Hernández - Patrick Kluivert - Michael Reiziger - Philip Cocu - Marc Overmars |  | - Gio van Bronckhorst - Edgar Davids - Luis Enrique Martínez - Andrés Iniesta - Thiago Motta - Ronaldinho - Javier Pedro Saviola - Patrik Andersson - Rafael Márquez - Rüstü Reçber - Ricardo Andrade Quaresma |  | Jugadors del filial: - Albert Jorquera - Sergio García - Ros - Sergio Santamaría - Mario Alvarez |

- Entrenador:  Frank Rijkaard

## Resultats
| PARTITS 2003-2004 |
| --- |
| 27-07-2003 Amistós. JUVENTUS-BARCELONA 2-2 El Barcelona va guanyar la tanda de penals (5-6). 30-07-2003 Amistós. MILAN-BARCELONA 0-2 03-08-2003 Amistós. MANCHESTER UNITED-BARCELONA 3-1 08-08-2003 Amistós. LEICESTER CITY-BARCELONA 0-1 10-08-2003 Amistós. MANCHESTER CITY-BARCELONA 2-1 12-08-2003 Amistós. DERRY CITY-BARCELONA 0-5 16-08-2003 Festa d'Elx. ELX-BARCELONA 0-0 El Barcelona es va proclamar campió a la tanda de penals (1-3). 22-08-2003 Gamper. BARCELONA-BOCA JUNIORS 1-1 El Barcelona es va proclamar campió a la tanda de penals (5-3). 24-08-2003 Copa Catalunya (semifinal, partit únic). GIRONA-BARCELONA 0-4 26-08-2003 Copa Catalu nya (final). ESPANYOL-BARCELONA 0-1 29-08-2003 Lliga (1). ATHLÈTIC CLUB-BARCELONA 0-1 03-09-2003 Lliga (2). BARCELONA-SEVILLA 1-1 14-09-2003 Lliga (3). ALBACETE-BARCELONA 1-2 20-09-2003 Lliga (4). BARCELONA-OSASUNA 1-1 24-09-2003 UEFA (1a eliminatória, anada). MATADOR PUCHOV-BARCELONA 1-1 28-09-2003 Lliga (5). ATLÈTIC MADRID-BARCELONA 0-0 01-10-2003 87e. Anivers ari Club Amèrica. CLUB AMÈRICA-BARCELONA 2-0 05-10-2003 Lliga (6). BARCELONA-VALÈNCIA 0-1 07-10-2003 Copa (1/32, partit únic). GRAMENET-BARCELONA 0-1 15-10-2003 UEFA (1a elminathria, tornada). BARCELONA-MATADOR PUCHOV 8-0 18-10-2003 Lliga (7). BARCELONA-DEPORTIVO 0-2 26-10-2003 Lliga (8). MALLORCA-BARCELONA 1-3 29-10-2003 Lliga (9). BARCELONA-MURCIA 3-0 02-11-2003 Lliga (10). REIAL SOCIETAT-BARCELONA 3-3 06-11-2003 UEFA (1/32. anada). PANIONIOS-BARCELONA 0-3 09-11-2003 Lliga (11). BARCELONA-BETIS 2-1 16-11-2003 Amistós. PORTO-BARCELONA 2-0 22-11-2003 Lliga (12). VILA-REIAL-BARCELONA 2-1 27-11-2003 UEFA (1/32, tornada). BARCELONA-PANIONIOS 2-0 30-11-2003 Lliga (13). BARCELONA-VALLADOLID 0-0 03-12-2003 Lliga (14). MÀLAGA-BARCELONA 5-1 06-12-2003 Lliga (15). BARCELONA-REIAL MADRID 1-2 09-12-2003 Amistós. SABADELL-BARCELONA 1-3 13-12-2003 Lliga (16). ESPANYOL-BARCELONA 1-3 17-12-2003 Copa (1/16, partit únic). CIUTAT DE MÚRCIA-BARCELONA 0-4 21-12-2003 Lliga (17). BARCELONA-CELTA 1-1 04-01-2004 Lliga (18). RACING-BARCELONA 3-0 08-01-2004 Copa (1/8, anada). LLEVANT-BARCELONA 1-0 11-01-2004 Lliga (19). BARCELONA-SARAGOSSA 3-0 14-01-2004 Copa (1/8, tomada). BARCELONA-LLEVANT 3-1 17-01-2004 Lliga (20). BARCELONA-ATHLÈTIC CLUB 1-1 22-01-2004 Copa (1/4, anada). BARCELONA-SARAGOSSA 0-1 25-01-2004 Lliga (21). SEVILLA-BARCELONA 0-1 29-01-2004 Copa (1/4, tornada). SARAGOSSA-BARCELONA 1-1 04-02-2004 Lliga (22). BARCELONA-ALBACETE 5-0 09-02-2004 Lliga (23). OSASUNA-BARCELONA 1-2 11-02-2004 Amistós. FIGUERES-BARCELONA 1-1 15-02-2004 Lliga (24). BARCELONA-ATLÈTIC MADRID 3-1 18-02-2004 FRIENDLY. BARCELONA-SHAKHTAR DONETSK 3-2 21-02-2004 Lliga (25). VALÈNCIA-BARCELONA 0-1 26-02-2004 UEFA (1/16. anada). BRÓNDBY-BARCELONA 0-1 29-02-2004 Lliga (26). DEPORTIVO-BARCELONA 2-3 03-03-2004 UEFA (1/1 6, tomada). BARCELONA-BRÓNDBY 2-1 07-03-2004 Lliga (27). BARCELONA-MALLORCA 3-2 11-03-2004 UEFA (1/8, anada). CELTIC-BARCELONA 1-0 14-03-2004 Lliga (28). MÚRCIA-BARCELONA 0-2 21-03-2004 Lliga (29). BARCELONA-REIAL SOCIETAT 1-0 25-03-2004 UEFA (1/8 tornada). BARCELONA-CELTIC 0-0 03-04-2004 Lliga (31). BARCELONA-VILA-REIAL 0-0 10-04-2004 Lliga (32). VALLADOLID-BARCELONA 1-3 14-04-2004 Lliga (30). BETIS-BARCELONA 1-1 18-04-2004 Lliga (33). BARCELONA-MÀLAGA 3-0 21-04-2004 Amistós. BARCELONA-XINA 6-0 25-04-2004 Lliga (34). REIAL MADRID-BARCELONA 1-2 02-05-2004 Lliga (35). BARCELONA-ESPANYOL 4-1 08-05-2004 Lliga (36). CELTA-BARCELONA 1-0 16-05-2004 Lliga (37). BARCELONA-RACING 1-0 23-05-2004 Lliga (38). SARAGOSSA-BARCELONA 2-1 |